# Cob

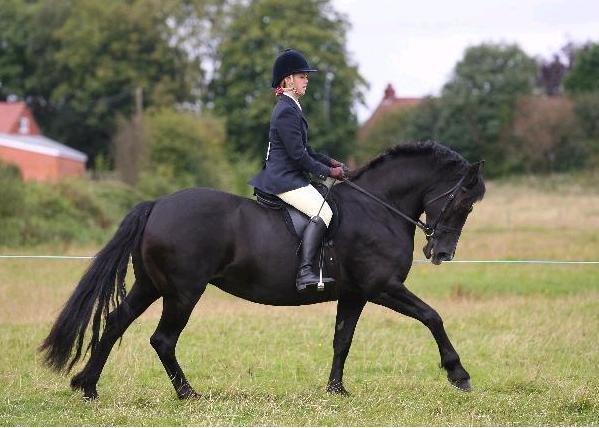
Cob w typie Section D Welsh cob

Cob – brytyjski typ użytkowy konia o przeznaczeniu zaprzęgowym.
Konie tego typu cechują się krępą, mocną sylwetką o mocnych kościach z dużymi stawami z mocnym tułowiem osadzonym na solidnych, szeroko rozstawionych nogach. Osiągają do 153 cm wysokości w kłębie, występują we wszystkich rodzajach umaszczenia, dość często zdarza się maść siwa, dziedziczona po irlandzkich hunterach. Jest to raczej typ konia niż konkretna rasa. Są użytkowane nie tylko jako konie zaprzęgowe, ale i „rodzinne” wierzchowce dla mniej wprawnych jeźdźców, z uwagi na swój spokojny, zrównoważony charakter i niezbyt duże rozmiary.

## Opis
Coby są większe niż kuce, osiągając wysokość w kłębie 147 cm lub więcej, ale są stosunkowo małe i zwarte, zwykle z nieco krótkimi nogami. Rasa koni znana dziś jako Section D Welsh cob jest przykładem klasycznej budowy historycznego coba, który jest w stanie nosić jeźdźca o znacznej wadze. Mówi się, że dobry koń pokazowy powinien mieć "głowę damy i zad kucharza".
W Wielkiej Brytanii popularnych jest wiele ras cob, w tym cob walijski (Welsh C - najrzadszy z czterech typów kuc wakijskiego) i cob cygański, znany również jako "Coloured Cob" lub "Irish Cob", znany w USA jako Gypsy Vanner Horse.

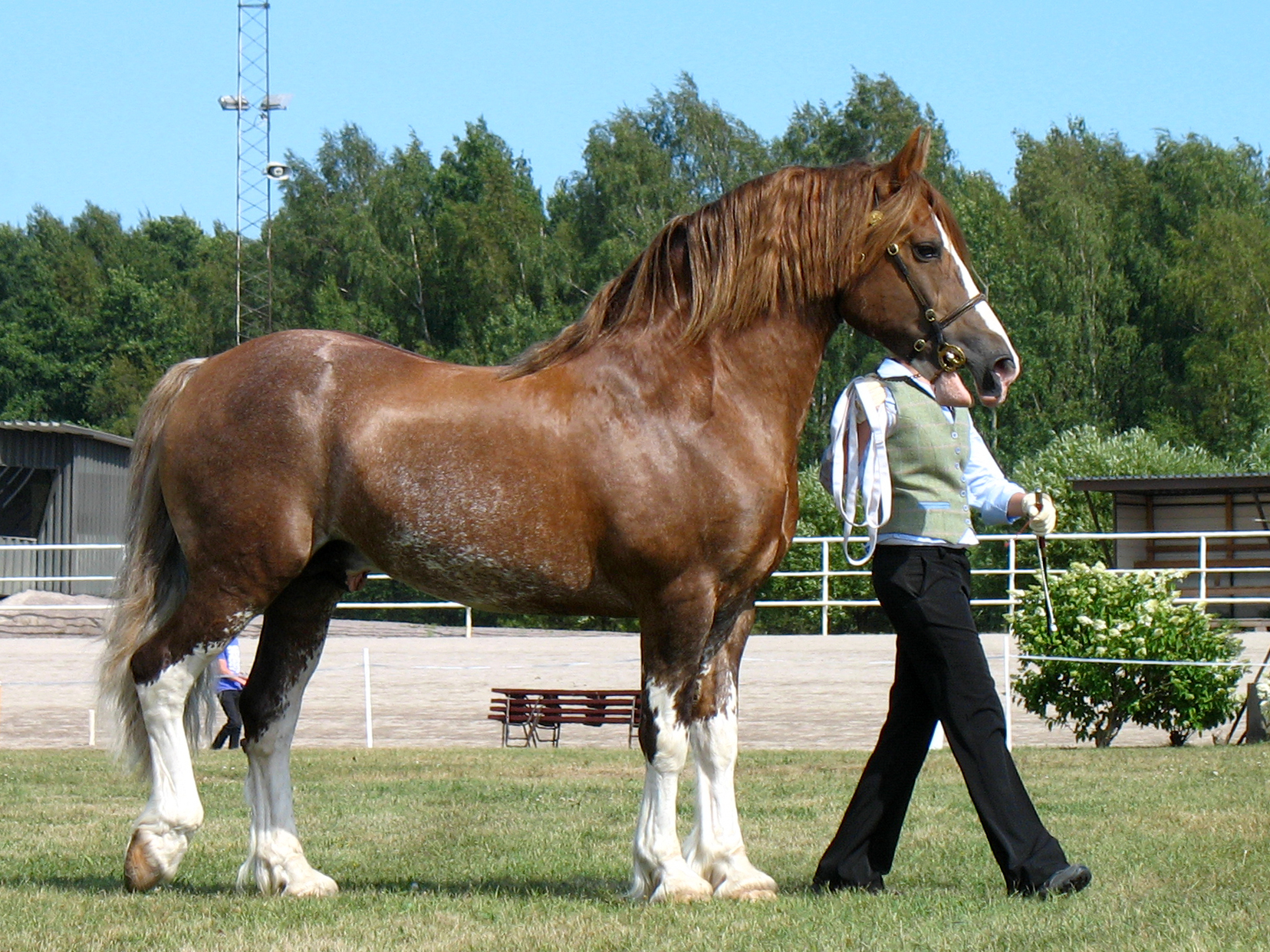
Cob walijski (Welsh D)
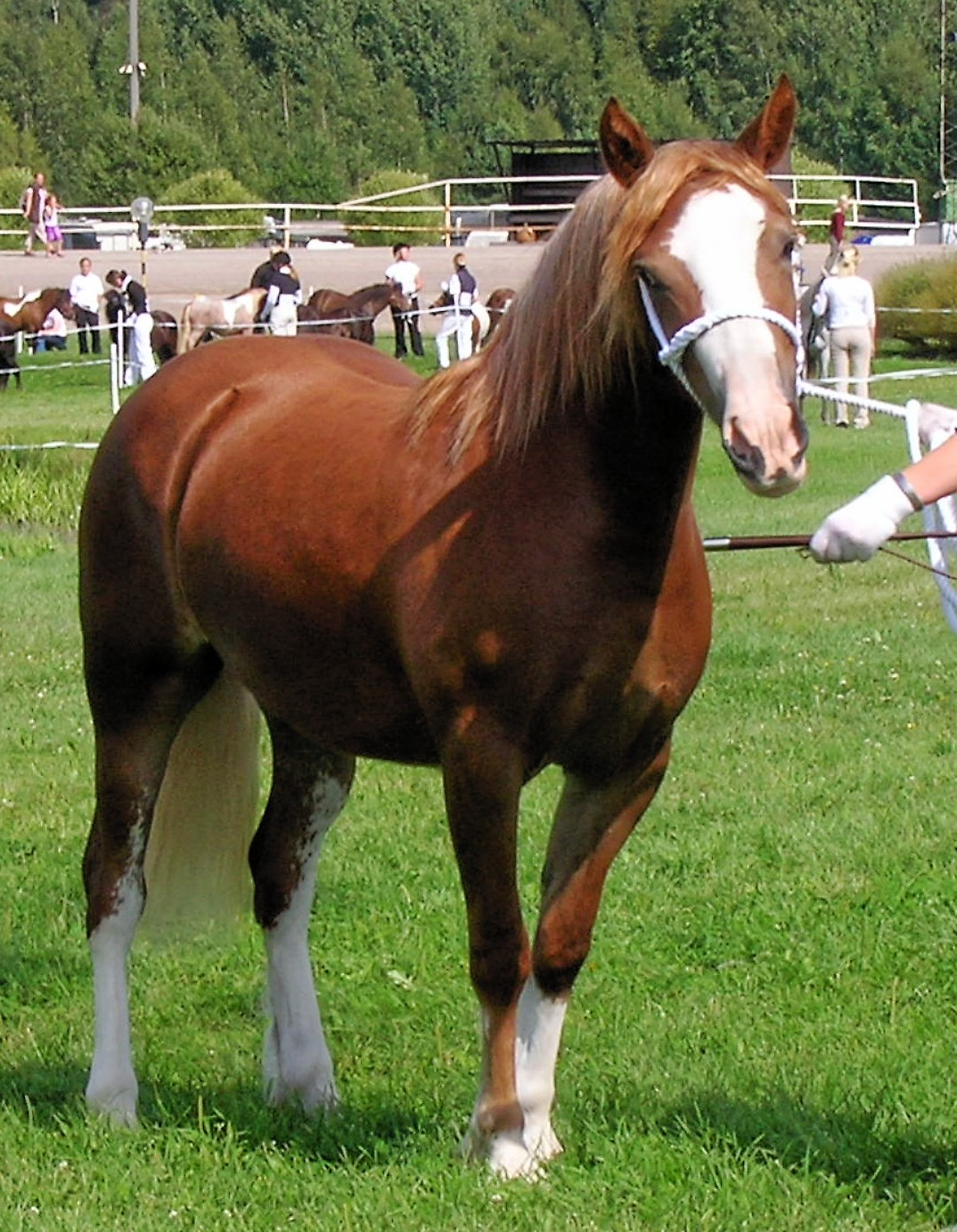
Cob walijski (Welsh C)
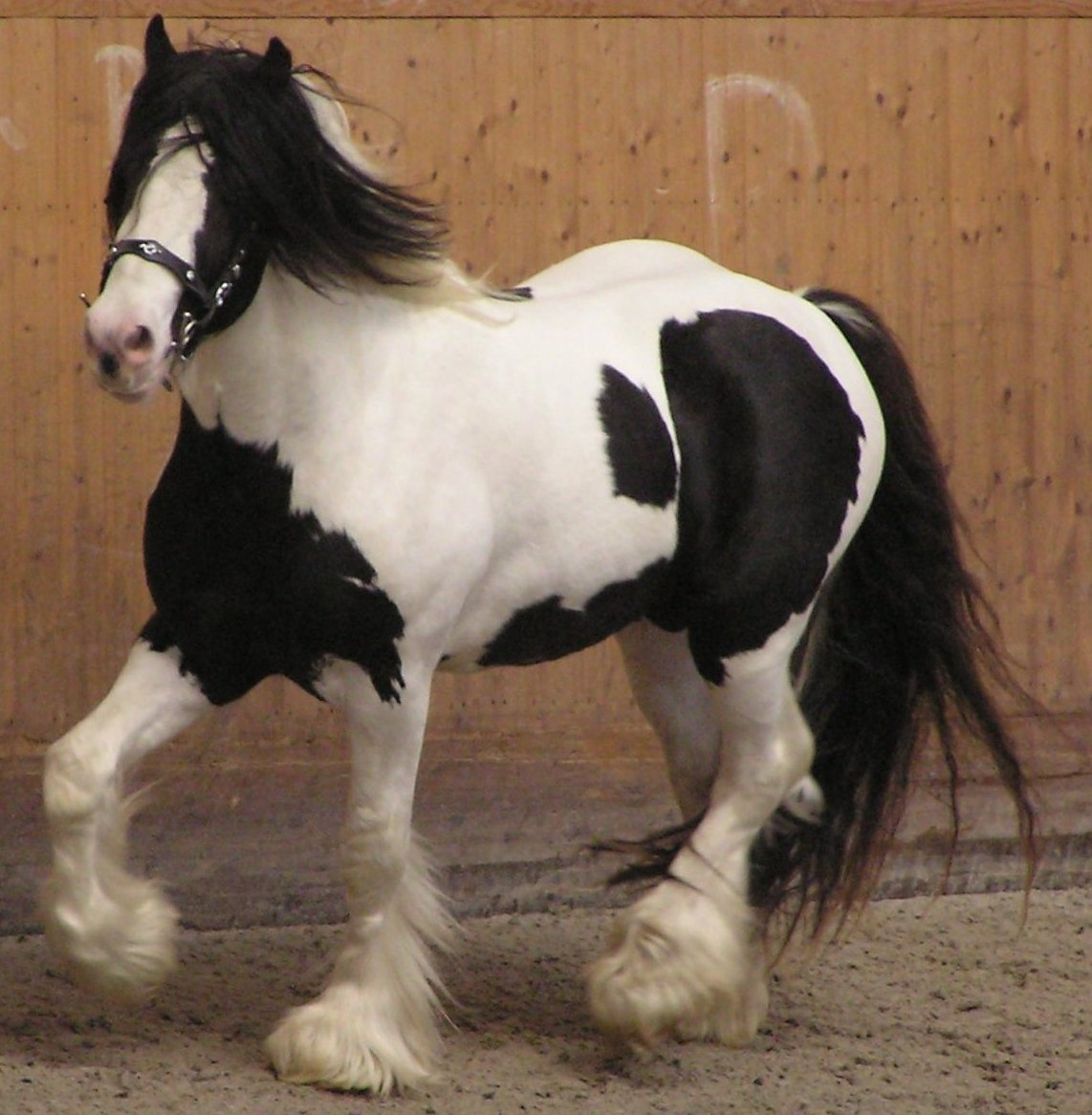
Cob irlandzki (cob cygański)
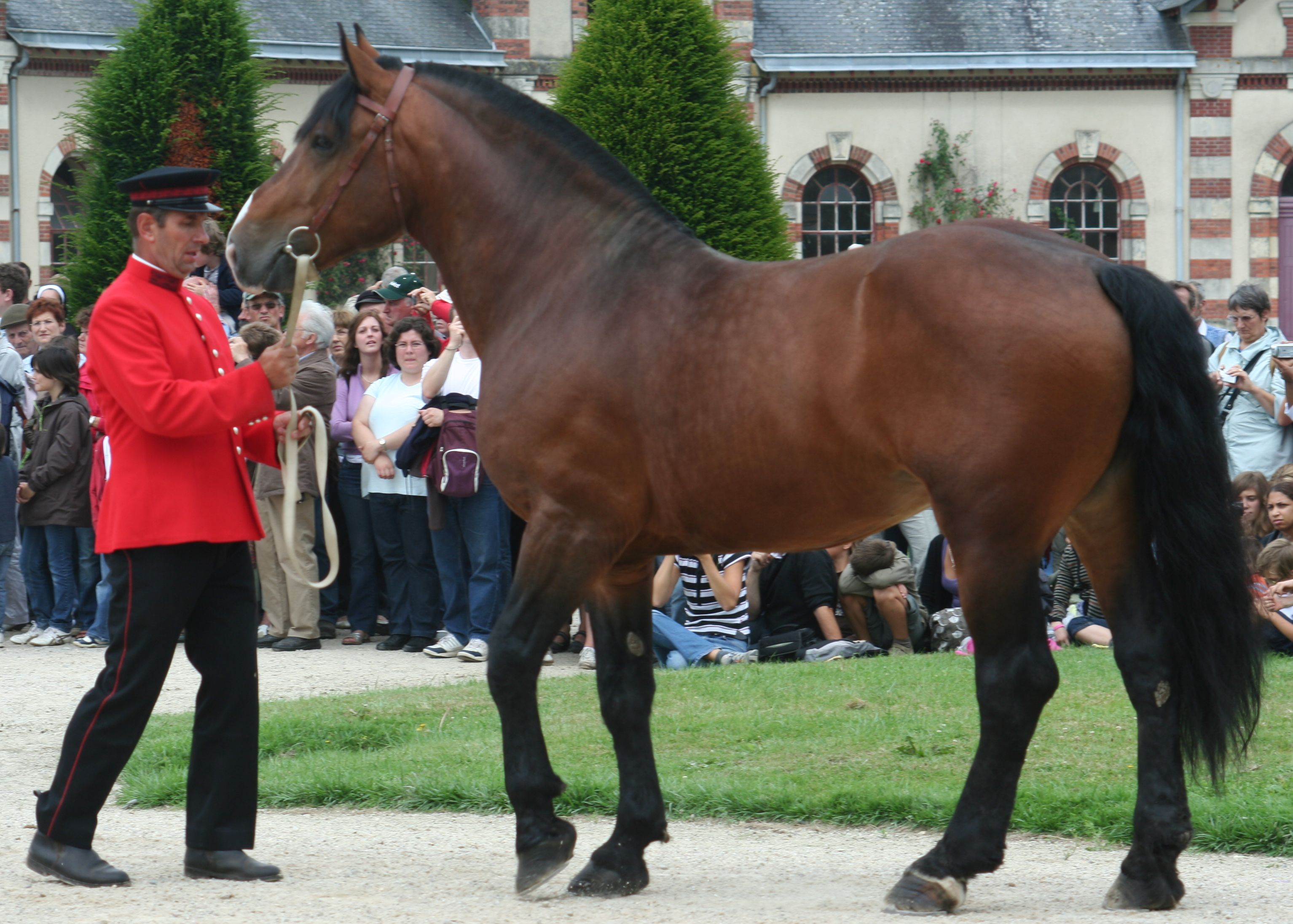
Cob normandzki